# Richard Lounello
Richard „Rich“ Lounello (* 14. November 1964 in Albany, New York) ist ein US-amerikanischer Schauspieler. Unter den Pseudonymen Eric Carrington und Tucker Cain wirkte er am Anfang seiner Karriere in Erotikfilmen mit.

## Leben
Lounello begann mit dem Schauspiel auf den Bühnen von Theatern und Kleinkunsttheatern. Er arbeitete abends als Barkeeper um sich Schauspielkurse leisten zu können. Bei den Shurin Studios NYC lernte er zwei Jahre das Schauspiel, ebenfalls lernte er zwei Jahre bei den Bill Esper Studios NYC. Mit 23 Jahren besuchte er New York City, was ihm seine erste Filmrolle in Desire einbrachte. 1998 spielte er in zwei Episoden der Fernsehserie Jung und Leidenschaftlich – Wie das Leben so spielt die Rolle des Dr. Monroe. Es folgten Besetzungen in Kurzfilmen und Fernsehfilmen, meistens Low-Budget-Filmproduktionen. Er spielte unter anderen an den Theatern Theater Barn, Capital Rep.  oder auch dem Atlantic Theatre.

## Filmografie
- 1997: Desire
- 1998: Jung und Leidenschaftlich – Wie das Leben so spielt As the World Turns (Fernsehserie, 2 Episoden)
- 1999–2001: All My Children (Fernsehserie, 4 Episoden, verschiedene Rollen)
- 2000: Sex and the City (Fernsehserie, Episode 3x01)
- 2000: Saturday Night Live (Fernsehserie, Episode 26x02)
- 2001: Little Shop of Erotica (als Eric Carrington)
- 2001: Desire and Deception
- 2002: Liebe, Lüge, Leidenschaft (One Life to Live) (Fernsehserie, Episode 1x8612)
- 2002: Murphy’s Law (Kurzfilm)
- 2003: Nate Dogg
- 2003: Behind Bedroom Doors (als Eric Carrington)
- 2003: The Last Round (Kurzfilm)
- 2003: Raising Hell (Kurzfilm)
- 2004: Die Sopranos (The Sopranos) (Fernsehserie, Episode 5x01)
- 2004: Die Frauen von Stepford (The Stepford Wives)
- 2004: Naked and Betrayed (Fernsehfilm, als Tucker Cain)
- 2005: Invasion (Fernsehserie, Episode 1x04)
- 2005: The Producers
- 2005: The Last Round
- 2005: Forbidden Fantasies (Fernsehfilm, als Tucker Cain)
- 2006: Stephanie Daley
- 2009: Eiskalte Verführung Winter of Frozen Dreams
- 2010: Detour
- 2010: The Loop (Kurzfilm)
- 2010: Beneath the Same Sky (Kurzfilm)
- 2011: Virgin Alexander
- 2011: Lass es, Larry! Curb Your Enthusiasm (Fernsehserie, Episode 8x09)
- 2011: William Kennedy's Prohibition Story (Fernsehfilm)
- 2011: Orphaned
- 2012: Dark Secrets (Fernsehfilm)
- 2012: Impossible Choice
- 2013: Deadly Sins (Fernsehserie, Episode 2x10)
- 2013: Battledogs (Fernsehfilm)
- 2014: Nobody (Kurzfilm)
- 2014: Scavenger Killers
- 2014: Mysterien im Museum (Mysteries at the Museum) (Fernsehserie, Episode 7x01)
- 2014: A Grim Becoming
- 2015: Bleeding Hearts
- 2015: Fourth Man Out
- 2015: Cold Bloods (Fernsehserie, 2 Episoden)
- 2015: Rock Story
- 2015: Queen Crab – Die Killerkrabbe (Queen Crab)
- 2015: Damsel
- 2015: Mortal Kombat Fates Beginning
- 2015: Ein Prinz zu Weihnachten (Small Town Prince) (Fernsehfilm)
- 2016: The Ticket
- 2016: Accidental Switch (Fernsehfilm)
- 2016: Trial
- 2016: Joker's Wild
- 2016: Triclops
- 2016: Key Transitions (Kurzfilm)
- 2016: The Other F Word (Fernsehserie, 2 Episoden)
- 2017: Price for Freedom
- 2017: Bumpin Uglies
- 2017: Midnight Over Marblehead (Kurzfilm)
- 2018: Johnny Gruesome
- 2018: The Lamb (Kurzfilm)
- 2018: 1990s: The Deadliest Decade (Fernsehserie, Episode 1x04)
- 2018: Marcy
- 2019: Crypto
- 2019: A Christmas Princess (Fernsehfilm)